# Karmalink
Karmalink là một bộ phim khoa học viễn tưởng Campuchia năm 2021 do Jake Wachtel viết kịch bản và làm đạo diễn cho dự án đầu tay của mình, và được sản xuất bởi Valerie Steinberg. Đây là bộ phim khoa học viễn tưởng đầu tiên của Campuchia. Phim có sự tham gia của hai diễn viên lần đầu tham gia diễn xuất là Leng Heng Prak và Srey Leak Chhith, những người đã cùng hợp tác với Wachtel và đồng tác giả Christopher Larsen để phát triển câu chuyện và dịch sang tiếng Khmer. Bộ phim đã được dành tặng cho nam diễn viên chính Leng Heng Prak vì anh đã qua đời trước khi phim được hoàn thành.

## Sơ lược
Trong một tương lai không xa tại Phnôm Pênh, một cộng đồng đã bị đe dọa sẽ bị trục xuất nhằm nhường chỗ cho các dịch vụ tàu cao tốc đi đến Trung Quốc. Giới thượng lưu đã sử dụng công nghệ nano để "tăng cường" trải nghiệm. Vào ban đêm, Leng Heng mơ về kiếp trước của mình và mường tượng về một pho tượng Phật bằng vàng khối, thứ mà anh tin rằng sẽ giúp gia đình mình không bị trục xuất. Từ đó, anh và đứa trẻ mồ côi đường phố Srey Leak bắt đầu hành trình tìm kiếm Đức Phật với hy vọng bức tượng sẽ bảo vệ cộng đồng của họ.

## Sản xuất

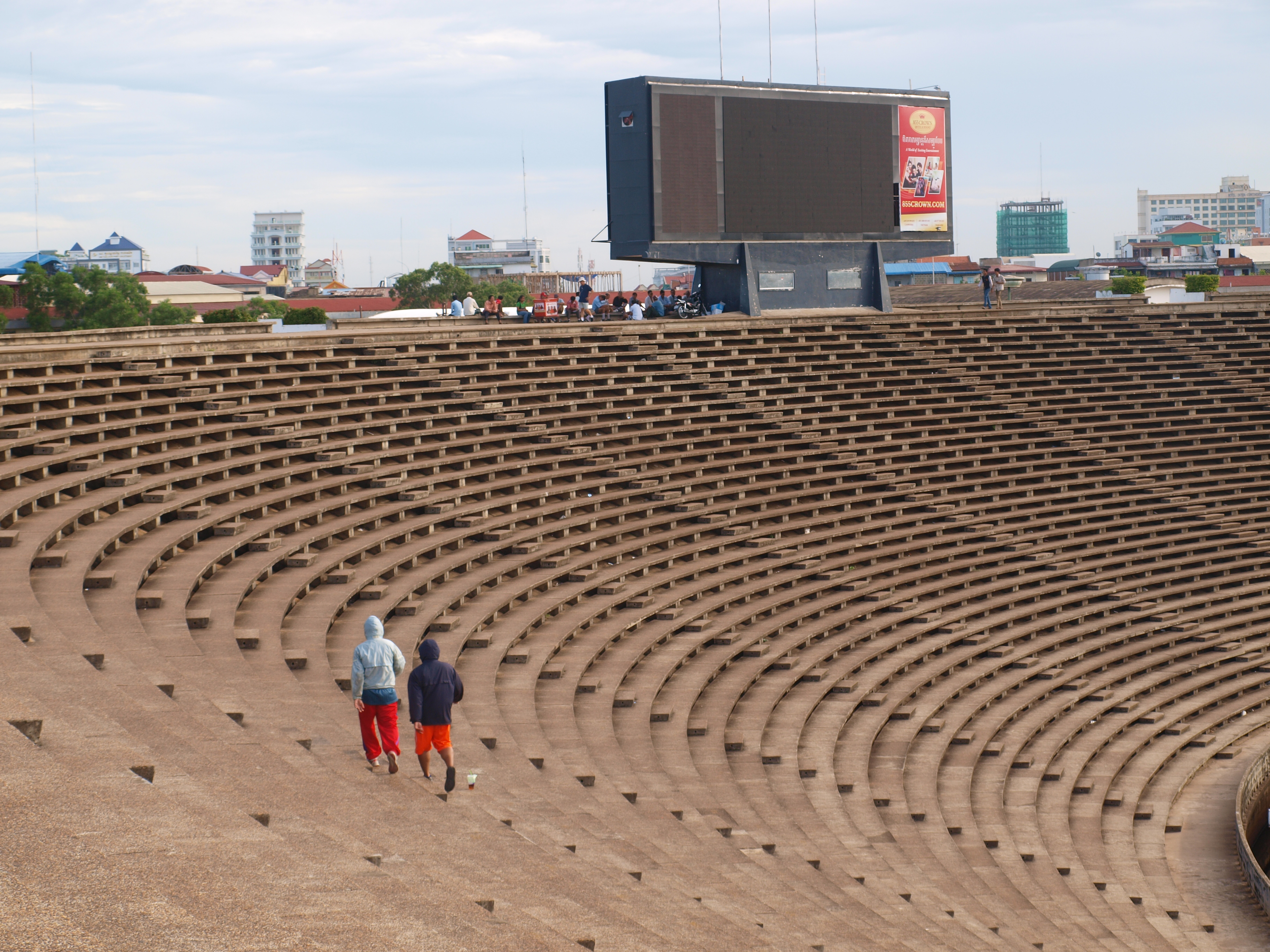
Sân vận động Olympic Phnôm Pênh, một trong các địa điểm đã ghi hình.

Wachtel – một người Mỹ, đã viết kịch bản và trở thành đạo diễn cho bộ phim sau khi ông chuyển đến Campuchia vào năm 2014 và bắt đầu làm việc với các sinh viên địa phương trong khuôn khổ của tổ chức phi chính phủ Nhà làm phim không biên giới. Lấy cảm hứng từ tiểu thuyết Mãi đừng xa tôi của Kazuo Ishiguro, Wachtel đã nghĩ ra một câu chuyện khoa học viễn tưởng lấy bối cảnh tại Phnôm Pênh trong tương lai gần. Hai học trò của Wachtel là Leng Heng Prak và Srey Leak Chhith đã trở thành nguồn cảm hứng cho các nhân vật chính. Sau đó, cả hai cũng đã được lựa chọn tham gia diễn xuất khi vào vai của chính mình. Bộ phim chủ yếu lấy bối cảnh tại Tralop Bek của Phnôm Pênh, nơi cả hai diễn viên đã lớn lên.
Nội dung của bộ phim dựa trên các khái niệm trong Phật giáo như nghiệp hay sự tái sinh cũng như trí tuệ nhân tạo và bất bình đẳng kinh tế. Wachtel đã dành vài năm sự nghiệp của mình để mài giũa kịch bản, làm việc với bạn bè cùng đồng nghiệp ở Campuchia để đảm bảo văn hóa nước này được phản ánh trong phim một cách đầy đủ nhất. Việc di dời của 4.000 hộ gia đình xung quanh Boeung Kak cũng đã trở thành nguồn cảm hứng cho câu chuyện. Phim được quay chủ yếu ở Phnôm Pênh trong hơn 37 ngày. Các địa điểm quay bao gồm ga Phnôm Pênh và sân vận động Olympic Phnôm Pênh.
Trong quá trình biên tập phim, nam diễn viên chính Leng Heng Prak qua đời và bộ phim được dành riêng để tưởng nhớ anh.

## Diễn viên
- Srey Leak Chhith vai Srey Leak
- Leng Heng Prak vai Leng Heng
- Sahajak Boonthanakit vai Dr. Vattanak Sovann
- Cindy Sirinya Bishop vai Dr. Sophia

## Phát hành
Phim đã có buổi ra mắt quốc tế trong tư cách phim mở màn cho Tuần lễ phê bình Liên hoan phim Venezia năm 2021, đồng thời cũng đã được trình chiếu tại nhiều liên hoan phim khác bao gồm Liên hoan phim Austin, Liên hoan phim quốc tế Singapore, Liên hoan phim quốc tế Santa Fe, Liên hoan phim Sun Valley và Liên hoan phim Glasgow. Bộ phim đã được khởi chiếu tại Hoa Kỳ vào ngày 15 tháng 7 năm 2022 và được phát hành tại Campuchia vào ngày 17 tháng 2 năm 2023.

## Phản ứng
Trên trang web tổng hợp đánh giá Rotten Tomatoes, 89% trong số 19 bài phê bình được xác định là tích cực, với điểm trung bình là 7.0/10. Trang Metacritic sử dụng công thức bình quân gia quyền, đã chấm bộ phim số điểm 73/100 dựa trên 4 nhà phê bình, cho thấy "nhìn chung là thuận lợi".
Richard Kuipers đã đánh giá tích cực về bộ phim trên tạp chí Variety khi ca ngợi địa điểm ghi hình, chủ đề, âm nhạc và cách trình bày độc đáo của bộ phim. Trên trang Screen Rant, Nadir Samara đã khen ngợi kỹ thuật quay phim và thiết kế sản xuất độc đáo, nhưng phê bình lời thoại và cách thực hiện các chủ đề của bộ phim, kết luận rằng phim "không hoàn hảo một cách xinh đẹp". Wendy Ide trên tờ Screen Daily cũng ca ngợi cách xây dựng thế giới của bộ phim và cách diễn xuất của các diễn viên nghiệp dư, nhà báo chia sẻ, "Dù hai phân cảnh dạo đầu hấp dẫn và dễ tiếp cận hơn dạo cuối - bức tranh bị vẽ hơi chìm đắm trong hiệu ứng và ý tưởng của nó - [nhưng] không thể phủ nhận rằng đây là một bộ phim đầu tay sáng tạo và độc đáo từ đạo diễn Jake Wachtel." 